# Constantin Gâlcă
Constantin Gâlcă (født 8. marts 1972 i Bukarest, Rumænien) er en tidligere rumænsk fodboldspiller, der spillede som midtbanespiller hos en række rumænske og spanske klubber, samt for Rumæniens landshold. Af hans klubber kan blandt andet nævnes Steaua Bukarest i hjemlandet, samt de spanske hold RCD Espanyol, Villarreal CF og Real Zaragoza.

## Landshold
Gâlcă spillede i årene mellem 1993 og 2005 68 kampe for Rumæniens landshold, hvori han scorede fire mål. Han deltog blandt andet ved VM i 1994 og VM i 1998, samt ved EM i 1996 og EM i 2000.